# Crystal Beach (Arizona)
Crystal Beach es un lugar designado por el censo ubicado en el condado de Mohave en el estado estadounidense de Arizona. En el Censo de 2010 tenía una población de 279 habitantes y una densidad poblacional de 318,71 personas por km².

## Geografía
Crystal Beach se encuentra ubicado en las coordenadas 34°34′17″N 114°23′34″O / 34.57139, -114.39278. Según la Oficina del Censo de los Estados Unidos, Crystal Beach tiene una superficie total de 0.88 km², de la cual 0.88 km² corresponden a tierra firme y (0%) 0 km² es agua.

## Demografía
Según el censo de 2010, había 279 personas residiendo en Crystal Beach. La densidad de población era de 318,71 hab./km². De los 279 habitantes, Crystal Beach estaba compuesto por el 92.47% blancos, el 0% eran afroamericanos, el 1.79% eran amerindios, el 0% eran asiáticos, el 0% eran isleños del Pacífico, el 1.08% eran de otras razas y el 4.66% pertenecían a dos o más razas. Del total de la población el 7.53% eran hispanos o latinos de cualquier raza.